# Красильщиков, Аркадий Львович
Аркадий Львович Красильщиков (род. 18 декабря 1945, Ленинград) — советский, израильский и российский киносценарист.

## Биография
Аркадий Красильщиков родился в Ленинграде 18 декабря 1945 года.
Работал на заводе, окончил школу рабочей молодёжи, затем сделал попытку стать инженером, но безрезультатно. Пришлось поступить во ВГИК. С 1969 года — сценарист с дипломом. Член Союза кинематографистов России. До репатриации в Израиль стал автором или режиссёром девятнадцати больших фильмов. 
Самые заметные работы: «Псы», «Рогоносец», «Мы едем в Америку».
Репатриировался в Израиль в 1996 году.
Работал журналистом в концерне «Новости Недели» (более двух тысяч статей, очерков, эссе, рассказов, напечатанных в русскоязычной прессе Израиля, России, США, Германии, Канады и т. д.).
Автор пяти сборников прозы.
В 2002 году вернулся к работе в российском кинематографе. Список работ пополнился ещё шестью названиями в России и тремя в Израиле. Самая удачная лента «Путешествие с домашними животными».
Гран-при ММКФ 2007 года, ряд наград на других фестивалях мира. Номинант национальной премии «Золотой орел» за лучший сценарий.

«А. Красильщиков называет свои произведения „нефантастическими сказками“. В самом деле, рассказы писателя подчас населены не совсем обыкновенными людьми — очень добрыми, „не от мира сего“, „тепличными“. Причем герои эти написаны на редкость убедительно и живо, они придают особое обаяние его прозе. Они живут в рассказах Красильщикова как бы наперекор окружающей действительности и, что особенно удивительно, одерживают не только моральные, но и самые настоящие, вполне ощутимые победы». Леонид Гомберг

## Фильмография

### Сценарист
- 1971 — На заре туманной юности
- 1972 — Правила игры (телеспектакль)
- 1974 — Второе дыхание
- 1979 — Фрак для шалопая
- 1980 — Мстислав Келдыш
- 1982 — Сеанс одновременной игры
- 1984 — Потерялся слон
- 1984 — Ребячий патруль
- 1985 — Ради нескольких строчек
- 1985 — Танцы на крыше
- 1987 — Ищу друга жизни
- 1989 — Псы
- 1990 — Рогоносец
- 1992 — Печальный рай
- 1992 — Мы едем в Америку
- 2005 — Ищи деньги
- 2007 — Путешествие с домашними животными
- 2007 — Просто повезло
- 2007 — Поводырь
- 2007 — Вчера и позавчера
- 2009 — Между строк (телесериал)
- 2010 — Красный октябрь (Ленин в октябре (иврит), 2010)
- 2016 — Тень
- 2017 — Петербург. Любовь. До востребования.

### Режиссёр
- 1991 — Рогоносец
- 1992 — Печальный рай
- 1995 — Интервью с Гитлером
- 2007 — Улица Чехова
- 2012 — Ржев. Эхо войны; Торжок — чудо город

## Награды
- 2007 — МКФ в Москве (Россия): Гран-при за сценарий фильма Путешествие с домашними животными
- 2010 — МКФ в Хайфе (Израиль): Приз жюри за сценарий фильма «Красный октябрь» (в соавторстве с Евг. Руманом)
- 2013 «Мой край». Фестиваль док. фильмов. приз за лучший сценарий. Фильм «Торжок-чудо город»
- 2014 «Радонеж» фестиваль документальных фильмов. Диплом за фильм «Торопец. Меж озерами и реками».
- 2015 — Международный конкурс работ о жизни и творчестве А. П. Чехова. Диплом за лучший фильм: «Таганрог. Улица Чехова»